# Monoculopsis longicornis
Monoculopsis longicornis är en kräftdjursart som först beskrevs av Boeck 1871.  Monoculopsis longicornis ingår i släktet Monoculopsis och familjen Oedicerotidae. Inga underarter finns listade i Catalogue of Life.